# Jiří Kynos
Jiří Kynos (Checoslovaquia, 24 de marzo de 1943) fue un atleta checoslovaco especializado en la prueba de 4 x 100 m, en la que consiguió ser campeón europeo en 1971.

## Carrera deportiva
En el Campeonato Europeo de Atletismo de 1971 ganó la medalla de oro en los relevos de 4 x 100 metros, con un tiempo de 39.3 segundos, llegando a meta por delante de Polonia (plata) e Italia (bronce).